# Скорпион (съзвездие)
Вижте пояснителната страница за други значения на Скорпион.
Скорпион (лат. „Scorpius“, астрологически знак , уникод ♏) е едно от съзвездията от зодиака. То е разположено на изток от Везни и на запад от Стрелец. Представлява масивно съзвездие, разположено изцяло в северното полукълбо и е над хоризонта, близо до центъра на Млечния път.

## Митология
Митичния великан Орион бил забележителен ловец. Наричали го великан, защото бил по-едър от другите хора, а сръчността и уменията му били ненадминати. Той скитал по горите и ловувал непрекъснато. Твърдял, че няма живо същество, което да не може да убие. Гея – богинята на Земята, чула за това и много се ядосала, защото била покровителка на всичко живо. Тя сътворила ужасен гигантски Скорпион срещу Орион. Щом го зърнал, Орион се стъписал, но не се уплашил. Верен на своите думи, той се втурнал срещу чудовището. Битката продължила дълго време. Скорпионът размахвал зловещите си щипци и се опитвал да нарани великана. Орион дебнел скорпиона и се опитвал да пробие с копието си, твърдата му броня. Дългата битка изчерпвала силите му. Той станал много бавен и накрая скорпиона успял да забие жилото си. Отровата му била много силна и болката разтърсила тялото на великана. Така загинал Орион – най-безстрашният ловец от древността. Боговете издигнали великана и чудовищния скорпион на небето и ги превърнали в съзвездия.

## Характерни особености
Голямо разтегнато съзвездие, разположено близо до ивицата на Млечния път, което е причина то да съдържа много ярки разсеяни и сферични звездни купове. Скорпион е едно от малкото съзвездия, на което конфигурацията от звездите образува фигура, оправдаваща името му. Има много интересни обекти за наблюдения в сектора на скорпион от небето, но за северното небесно полукълбо периодът за тяхното наблюдение е много ограничен – само през кратките летни вечери. Съвсем малко усилие на въображението се изисква, за да се види в тази конфигурация огромен скорпион с дълги щипци.

## Звезди
Най-ярката звезда се нарича Антарес. На запад от нея е Сигма Октанта, (Ал Ният). На югоизток от Антарес се намира звездата означена и именувана с гръцката буква τ – Тау. На северозапад от Антарес няколко звезди образуват дъга. Това са звездите означени с гръцките букви π – Пи, δ – Дшуба и β – Графиас. До Графиас се намира звездата Ню. На юг от Антарес са разположени звездите образуващи опашката на съзвездието. Това са звезди означени с гръцките букви ε – Вей, ζ – Дзета, ψ – Саргас, κ – Тиртаб и λ – Шаула.

### Антарес
Звездата α на съзвездието Скорпион се нарича Антарес. Заради яркочервения си цвят тази звезда прилича на Марс – червената планета. Марс е римското название на древногръцкия бог Арес. Поради това звездата е получила името Антарес. Тя е двойна звезда. С телескоп могат да се различат нейните два компонента – главния е червен, а второстепенния е жълто-зелен. Освен това Антарес е и променлива звезда. Неговата звездна величина варира от 0,9 до 1,1.

## Космически обекти
Близо до Млечния път се намира M4 – звездно струпване, което се нарича още „Котешко око“. Близо до Антарес може да се наблюдава IC 4606 – мъглявина. на северозапад от Антарес се намира М6 – звездно струпване, наречено „Пеперуда“. На югоизток от М6 се намира М7 – звездно струпване на Птолемеи. Близо до звездата Дзета могат да се наблюдават множество звездни кълбовидни струпвания в които участват NGC 6231, NGC 6388 и M80. Наоколо от Дзета се виждат мъглявината IC 4628.